# Rzerzęczyce

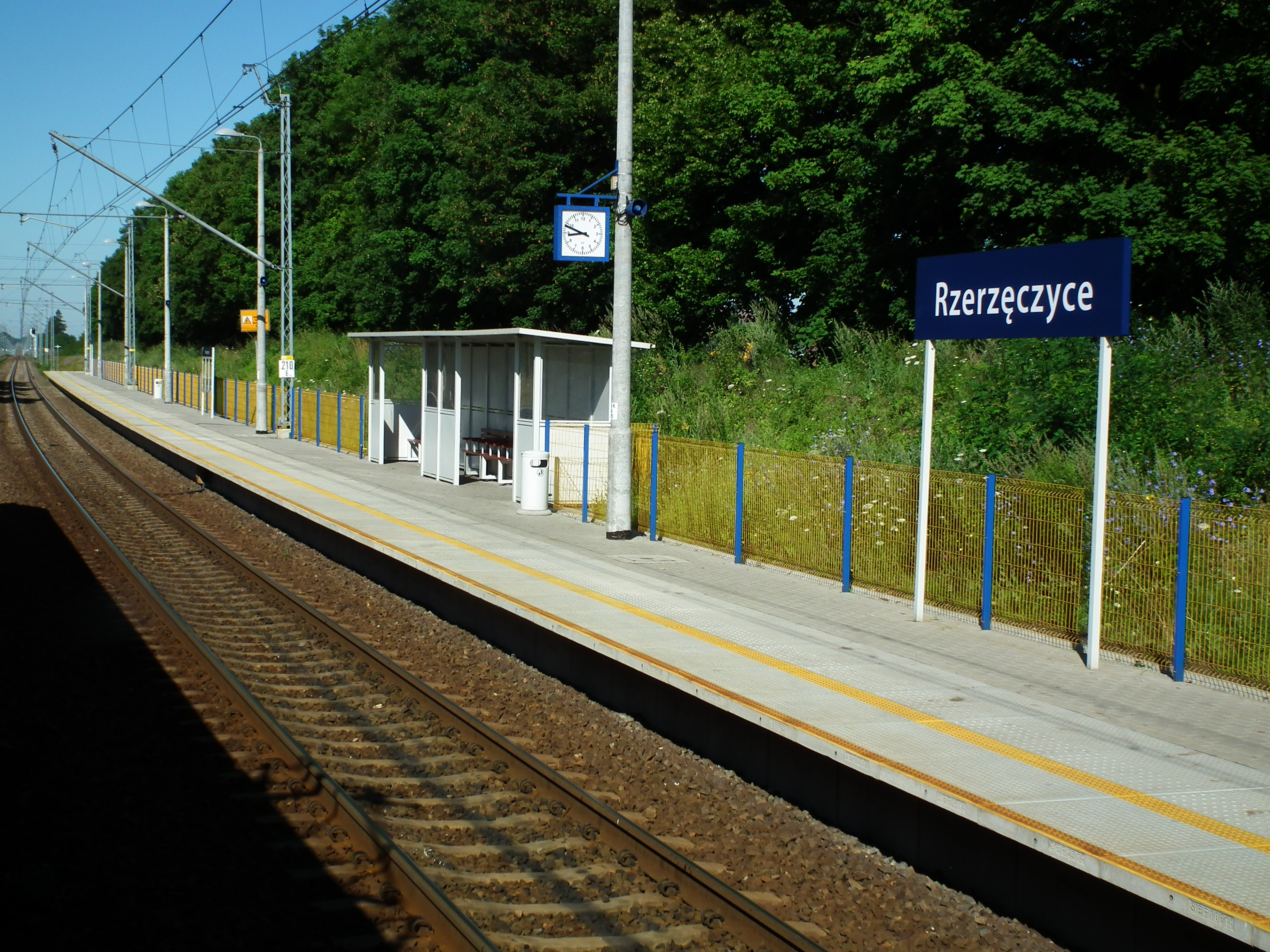

Rzerzęczyce – wieś w Polsce położona w województwie śląskim, w powiecie częstochowskim, w gminie Kłomnice. 
| SIMC    | Nazwa     | Rodzaj                               |
| ------- | --------- | ------------------------------------ |
| 1001533 | Pustkowie | przysiółek wsi (zniesiona w 2023 r.) |

W latach 1975–1998 miejscowość administracyjnie należała do województwa częstochowskiego. Miejscowość liczy ok. 1,8 tys. mieszkańców, co stawia ją na drugim miejscu w gminie pod względem liczby ludności. 
W Rzerzęczycach działa klub sportowy Orkan Rzerzęczyce oraz zespół ludowo-folklorystyczny Grusza. Przez miejscowość przebiega linia kolejowa nr 1, na której znajduje się przystanek kolejowy Rzerzęczyce. W centrum wsi znajduje się park z przełomu wieków XIX i XX, w którym znajdował się zespół dworski należący do szlacheckiej rodziny Leźnickich herbu Nałęcz. W 1945 roku nieruchomość została rodzinie odebrana przez komunistyczne władze. Dwór spłonął w niewyjaśnionych okolicznościach w 1996 roku.